# ادوارد بلوندت
ادوارد بلوندت (انگلیسی: Edoardo Blondett؛ زادهٔ ۷ ژانویهٔ ۱۹۹۲) بازیکن فوتبال اهل ایتالیا است.
از باشگاه‌هایی که در آن بازی کرده‌است می‌توان به باشگاه فوتبال سمپدوریا، باشگاه فوتبال کوزنتسا کالچو، و باشگاه فوتبال لیورنو اشاره کرد.
وی همچنین در تیم ملی فوتبال زیر ۲۰ سال ایتالیا بازی کرده‌است.